# Arouna N'Joya
Pour les articles homonymes, voir Njoya.
Arouna Njoya est un homme politique camerounais, ancien sénateur du Cameroun français et ancien ministre du gouvernement au Cameroun. Il est le père de Adamou Ndam Njoya.

## Biographie

### Enfance, éducation et débuts
Arouna Njoya est né vers 1908 à Foumban.
Écrivain-interprète et secrétaire du chef de la circonscription de Dschang de 1925 à 1929, il est placé hors-cadres et nommé en 1929 chef supérieur (Njinka) de la région Bamoun à Foumban. Il est chef de la famille Njimonkoup. Il restera chef supérieur jusqu'en 1947, et est parallèlement représentant des chefs traditionnels Bamoun auprès du gouvernement français.

### Carrière
Il est conseiller de la république et élu le 10 février 1947, réélu le 14 novembre 1948 et le 19 juin 1955 comme sénateur du Cameroun. Il sera sénateur jusqu'au  9 décembre 1958.
Il est nommé secrétaire du Conseil de la République le 7 juillet 1955, le 6 octobre 1955 et le 4 octobre 1956,,.
Arouna N'Joya connaît au Cameroun une carrière de fonctionnaire, assumant d'importantes fonctions locales, avant d'accéder au Conseil de la République.
De 1938 à 1944, il appartient au Conseil consultatif du Cameroun, et à l'Office régional du travail de Foumban. Il est encore, de 1936 à 1945, assesseur titulaire du tribunal du second degré de Foumban, secrétaire de la ligue sportive Bamoun de 1936 à 1944 et président de la Jeunesse camerounaise française (section de Foumban) de 1938 à 1944.
En même temps, il est planteur, et fonde la coopérative des planteurs Bamoun de caféiers d'Arabie.
Après la guerre, décoré de la médaille de la Résistance, il est élu délégué pour la région Bamoun à la première Assemblée représentative du Cameroun.

### Mort
Il est le père de Adamou Ndam Njoya. Il meurt en novembre 1971.